# Lonza (fiume)
La Lonza è un fiume della Svizzera, affluente del Rodano.

## Geografia
Ha la sorgente dal Langgletscher, ai piedi dei monti Bietschhorn (3.934 m), Hockenhorn (3.293 m), Wilerhorn (3.307 m) e Petersgrat (3.205 m), e scorre nella Lötschental, valle laterale del Vallese. Lungo 22 km dalla sorgente alla confluenza nel Rodano, incontra il Rodano tra gli abitati di Gampel e Steg.
Il 28 maggio 2025 il corso d'acqua è stato interessato da un'imponente frana avvenuta presso il villaggio di Blatten che ha causato uno sbarramento sul suo letto e la conseguente formazione di un lago.

## Curiosità
L'azienda chimico-farmaceutica Lonza Group, nata nel 1897 a Gampel, prende il suo nome dal fiume.